# 鄧志學
鄧志學，湖廣沅江人，明朝政治人物、進士出身。
洪武十八年，登進士，授主事。